# Gouvernes
Gouvernes is een gemeente in het Franse departement Seine-et-Marne (regio Île-de-France) en telt 1076 inwoners (2005). De plaats maakt deel uit van het arrondissement Torcy en is een van de 26 gemeenten van de nieuwe stad Marne-la-Vallée.

## Geografie
De oppervlakte van Gouvernes bedraagt 2,7 km², de bevolkingsdichtheid is 398,5 inwoners per km².
De onderstaande kaart toont de ligging van Gouvernes met de belangrijkste infrastructuur en aangrenzende gemeenten.

## Demografie
Onderstaande figuur toont het verloop van het inwonertal (bron: INSEE-tellingen).